# Castillo de Loarre
El castillo de Loarre o castillo abadía de Loarre (en aragonés: castiello de Lobarre) es un castillo románico situado en la provincia de Huesca, Aragón, España.
Desde su posición se tiene un control sobre toda la llanura de la Hoya de Huesca y en particular sobre Bolea, principal plaza musulmana de la zona y que controlaba las ricas tierras agrícolas de la llanura. Fue construido en el siglo XI y presenta un buen estado de conservación, lo que hace que sea uno de los mejores ejemplos de arquitectura militar y civil del románico de España. Fue declarado Monumento Nacional en el año 1906. En la actualidad cuenta con el estatus de bien de interés cultural. Las instituciones regionales y comarcales están interesadas en promover su declaración como Patrimonio de la Humanidad por la Unesco.
El castillo se asienta sobre un promontorio de roca caliza que utiliza como cimientos. Esto suponía una gran ventaja defensiva, ya que así los muros no podían ser minados (técnica habitual en el asedio de fortalezas, que consistía en construir un túnel por debajo del muro para después hundirlo y abrir así una brecha por la que asaltar). Además está rodeado por una muralla con torreones.
El castillo está en bastante buen estado de conservación (salvo la parte del antiguo castillo de Sancho III de Navarra, mucho más deteriorada) y está considerado como la fortaleza románica mejor conservada de Europa. Destacan la pequeña capilla, la cripta de santa Quiteria, situada a la entrada (con una increíble acústica) y la majestuosa iglesia del castillo (de la que se desconoce el paradero de las pinturas románicas) en la que llama la atención la cúpula (por lo poco habitual que es en el románico).

## Ubicación

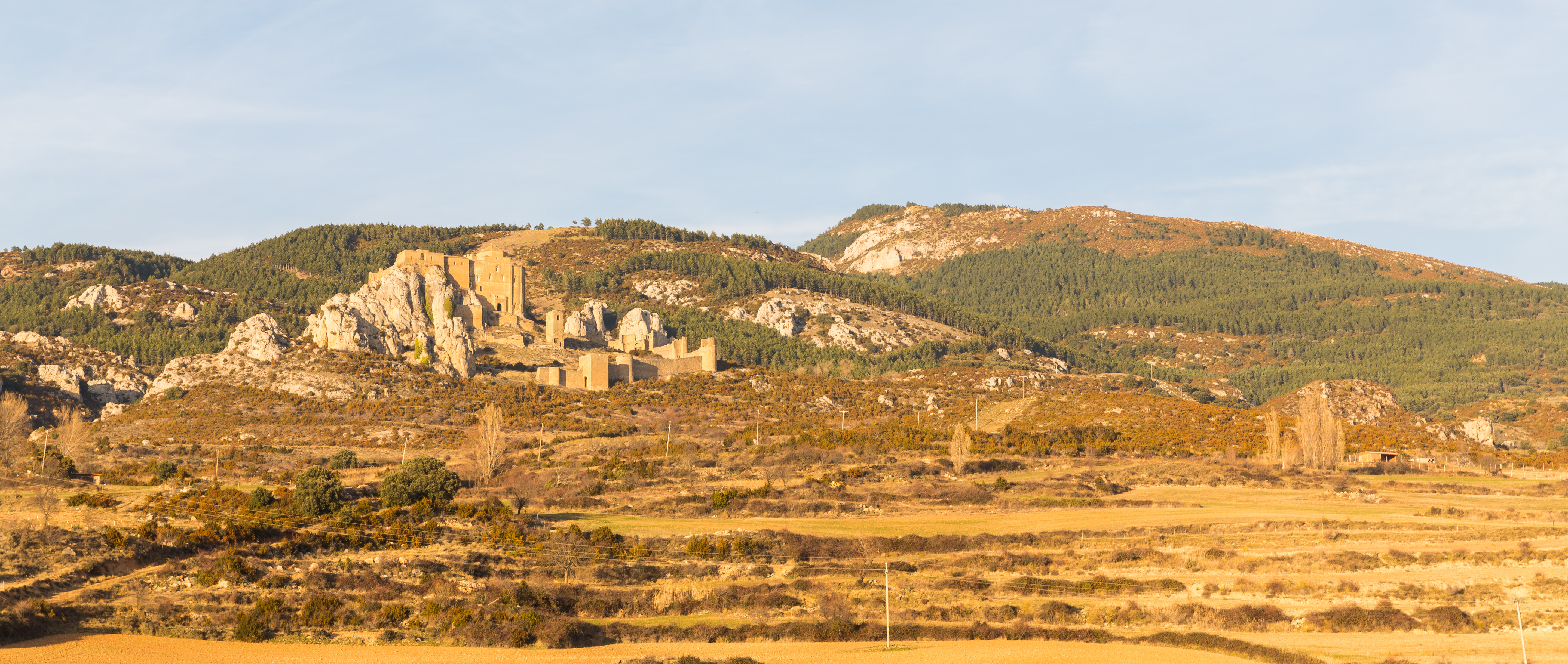
Vista lejana

La ubicación de la construcción es un aspecto fundamental para entender su carácter militar. Está situado a la entrada de los Pirineos, justo cuando las montañas dan lugar a la llanura, dominando toda la comarca. La gran llanura que forma "La Hoya" se extiende hasta las orillas del Ebro, hasta Zaragoza.
A la espalda del castillo, al norte, están los montes Pirineos y la importante ciudad de Jaca.

## Historia

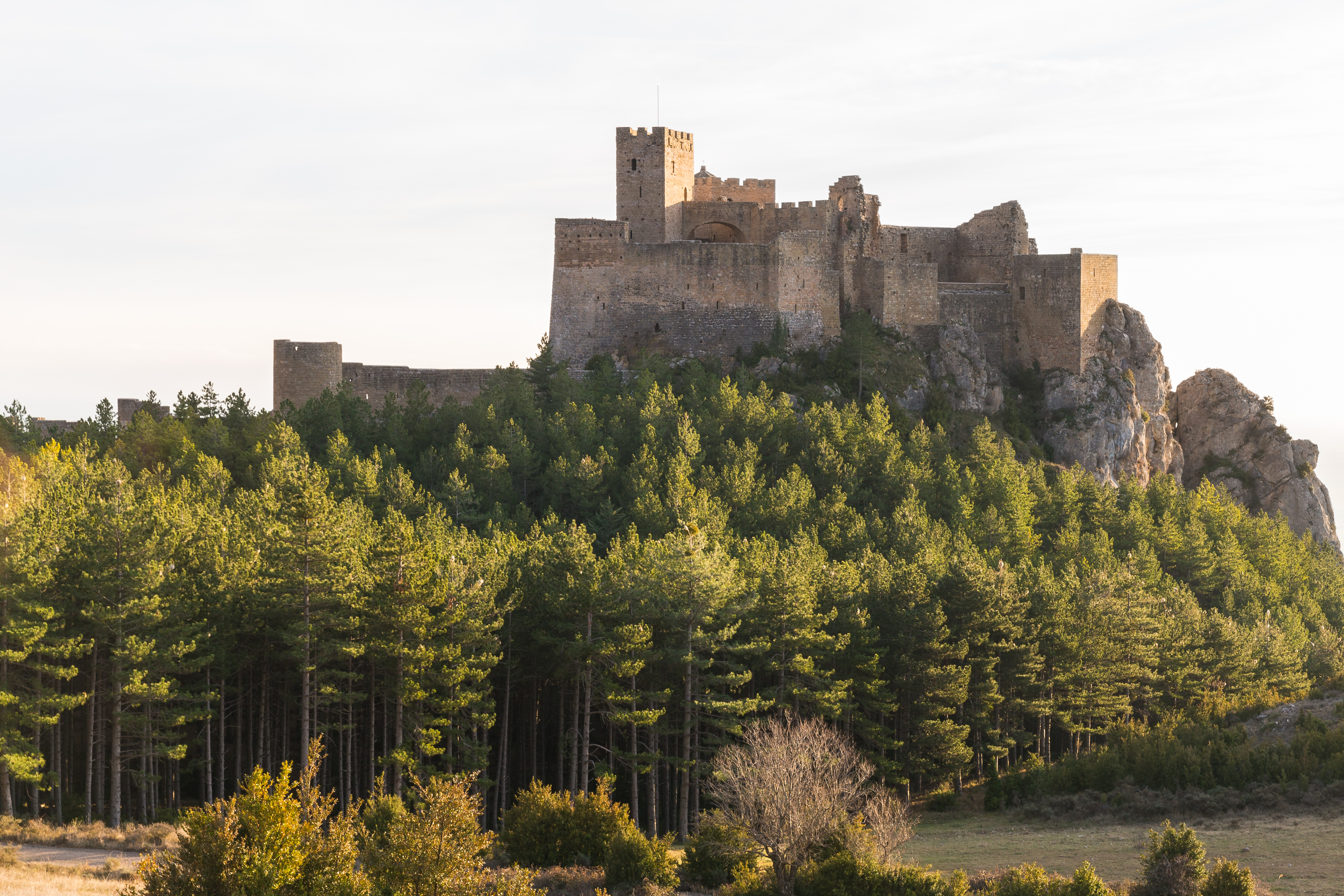
Vista posterior

El hallazgo de monedas romanas en el solar del castillo da pie a pensar que este se construyó sobre el asentamiento romano de Calagurris Fibularia.
El castillo fue construido entre los años 1033 y 1035 por orden del rey Sancho Garcés III de Pamplona para servir como avanzadilla fronteriza navarra debido a su situación estratégica de control de los pasos de Arguis y de Riglos, desde la que organizaron los ataques contra la localidad de Bolea, situada en la llanura que domina la construcción. De esta época datan el edificio real, la capilla, el torreón de la Reina, el patio de armas, las estancias militares y de servicio y la torre del homenaje (antigua torre albarrana).
En marzo de 1033 Lope Sánchez ya figuraba como señor "in Luar", mientras que durante el reinado de Ramiro I se cita como señor de Loarre a Fortuño Aznárez hasta el 1062 a excepción del 1054, año en el que aparece Lope Garcés como tenente.

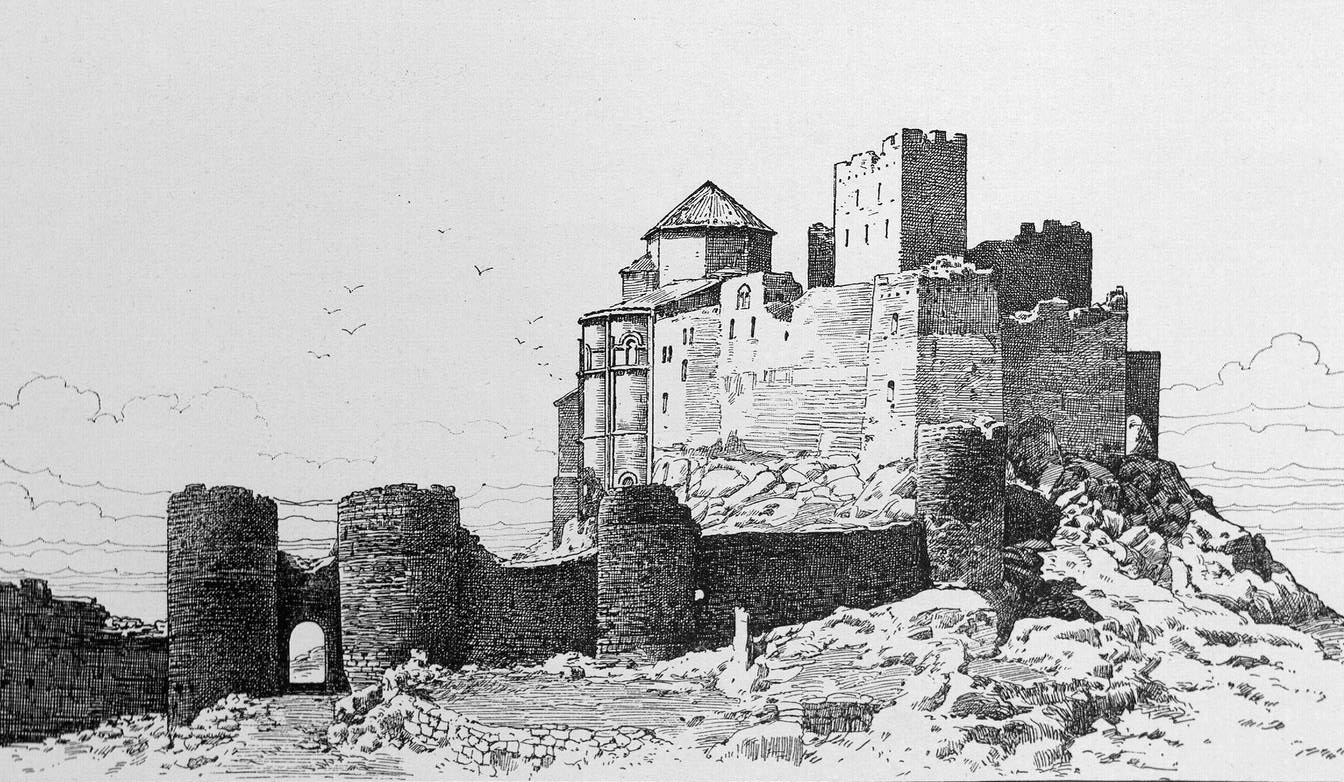
Vista del castillo en un dibujo de Isidro Gil

Posteriormente, hacia 1071, durante el reinado de Sancho Ramírez se realiza un ampliación en el complejo y tras la cual se funda un monasterio de canónigos de San Agustín en vinculación a las políticas del monarca con el pontificado. El 17 de octubre de ese año, el Papa Alejandro II, quien con motivo de la introducción del rito romano en los monasterios de San Juan de la Peña, San Victorián y San Pedro de Loarre, pone al último bajo su protección.
Pedro I de Aragón, hijo de Sancho Ramírez, cambia la cabeza de la congregación a Montearagón, con lo que Loarre pierde el carácter monasterial. El desalojo de los musulmanes de la comarca de La Hoya, hace que el castillo pierda su carácter militar, perdiendo relevancia e influencia.
Durante el reinado de Pedro II, este empeñó las villas de Bolea y Loarre para sufragar sus gastos militares al noble Pedro de Ahonés, quien ya controlaba la zona de Sobrarbe y a la cual añadió posteriormente la villa de Tauste por cesión de Jaime I, aunque tras su rebelión y posterior muerte sus villas retornaron a la corona una vez sofocada la rebelión a favor de su tío el infante Fernando, tras la cual dio su tenencia al comendador de la orden Hospital de San Juan de Jerualén al menos desde el 1263 y que aún ostentaban durante el reinado de Pedro III, quien dio la tenencia al abad Fernando de Montearagón en el contexto de la guerra contra la Unión. A mediados del 1287 el castillo fue saqueado por Pedro de Ayerbe, quien fue uno de los cabecillas del bando y que tras su muerte su hijo y mujer debieron de pagar una numerosa cuantía a los habitantes de la villa por los daños causados durante el periodo que sus hombres estuvieron en el castillo.
Durante el reinado de Jaime II, la tenencia del castillo la ostentó Blasco Pérez de Azlor hasta su muerte, tras la cual esta fue concedida a Pedro Fernández de Bergua.
En el marco de la revuelta del conde de Urgel, esta fortaleza sirvió al bando urgelista, y vio acción en el asedio de 1413, cuando la abadesa Violante de Luna defendió con ferocidad el castillo pero igualmente cayó derrotada por el bando real.
En el siglo XV, la población que vivía a los pies del castillo se traslada a la actual villa de Loarre, reutilizando materiales de la fortaleza.

## Descripción

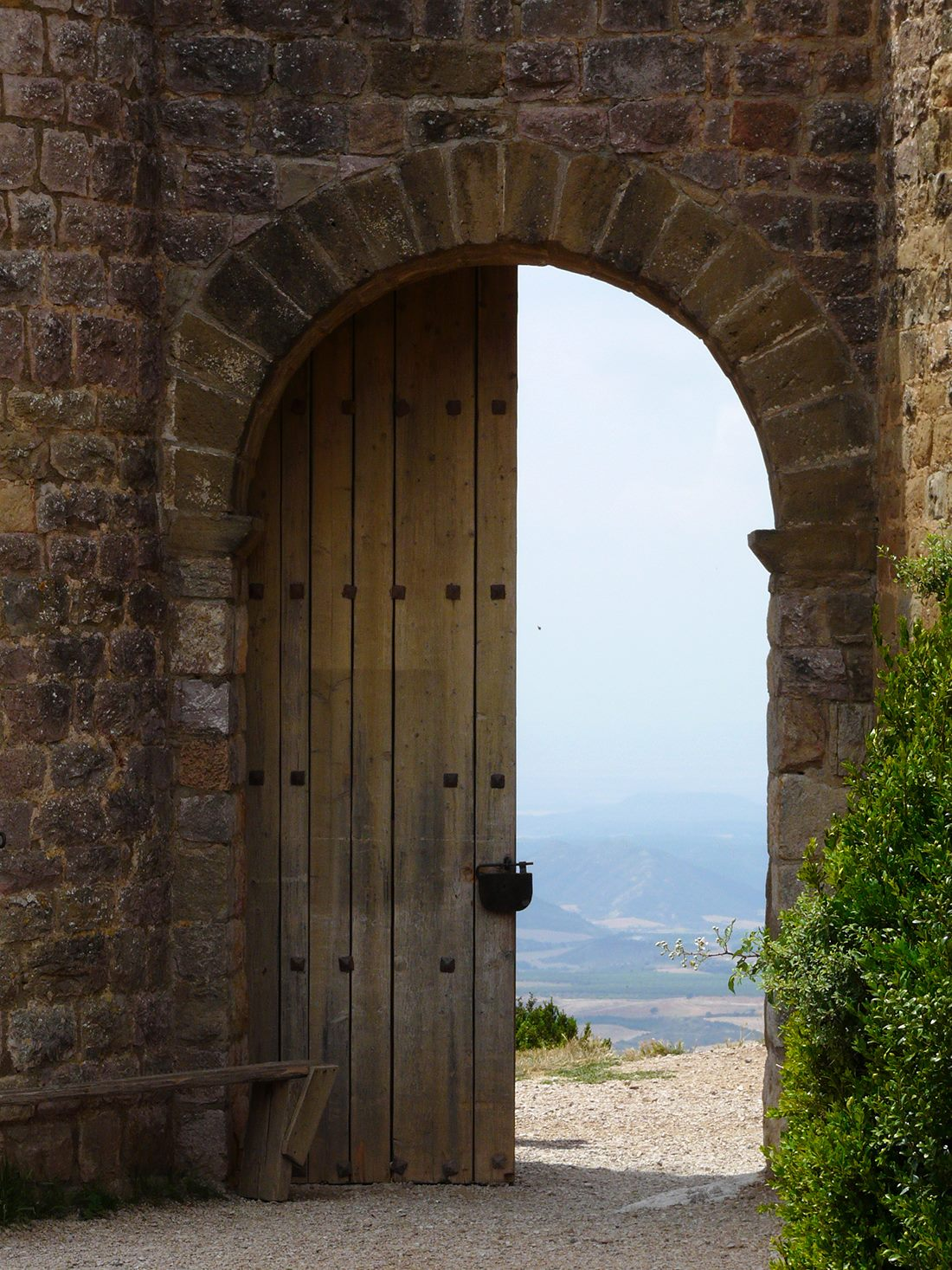
Puerta de la muralla que da entrada al castillo

### La Muralla
Todo el conjunto está rodeado de una gran muralla que se construyó en 1287. La muralla abarca unos 10 000 m², está hecha por diez lienzos de muros con 1,30 metros de espesor y tiene un perímetro de 172 m. Está realizada con torreones semicirculares de dos o tres plantas provistas de saeteras sin ningún tipo de simetría y cuyo diámetro se encuentra entre 3,20 y 4,50 metros y hay entre 10 y 30 metros de distancia entre ellos. La excepción a la forma es el torreón cuadrangular de tres plantas con un arco de medio punto bajo el cual se encuentra la entrada conocida como "Puerta de los Reyes" situada en el lado occidental, la puerta principal se encuentra en el lado oriental, es de medio punto y está flanqueada por dos torreones semicirculares.

### Torre Albarrana
Se encuentra en el espacio entre la muralla y el castillo y ha recibido el nombre de la "Torre del Vigía". Es una torre cuadrangular y que constaba de tres pisos, sus muros no están adornados y son lisos menos en el tercer piso, en donde hay tres ventanas, las de los muros este y oeste son ajimezadas y la ventana sur es de arco de medio punto. Está rematada por una bóveda semiesférica sobre cuatro trompas Se trata de una torre albarrana al estar exenta del castillo y situarse frente a la entrada, aunque se echa de menos los accesos externos de madera y el posible puente que la habría unido a la rampa de acceso del castillo

### El Castillo

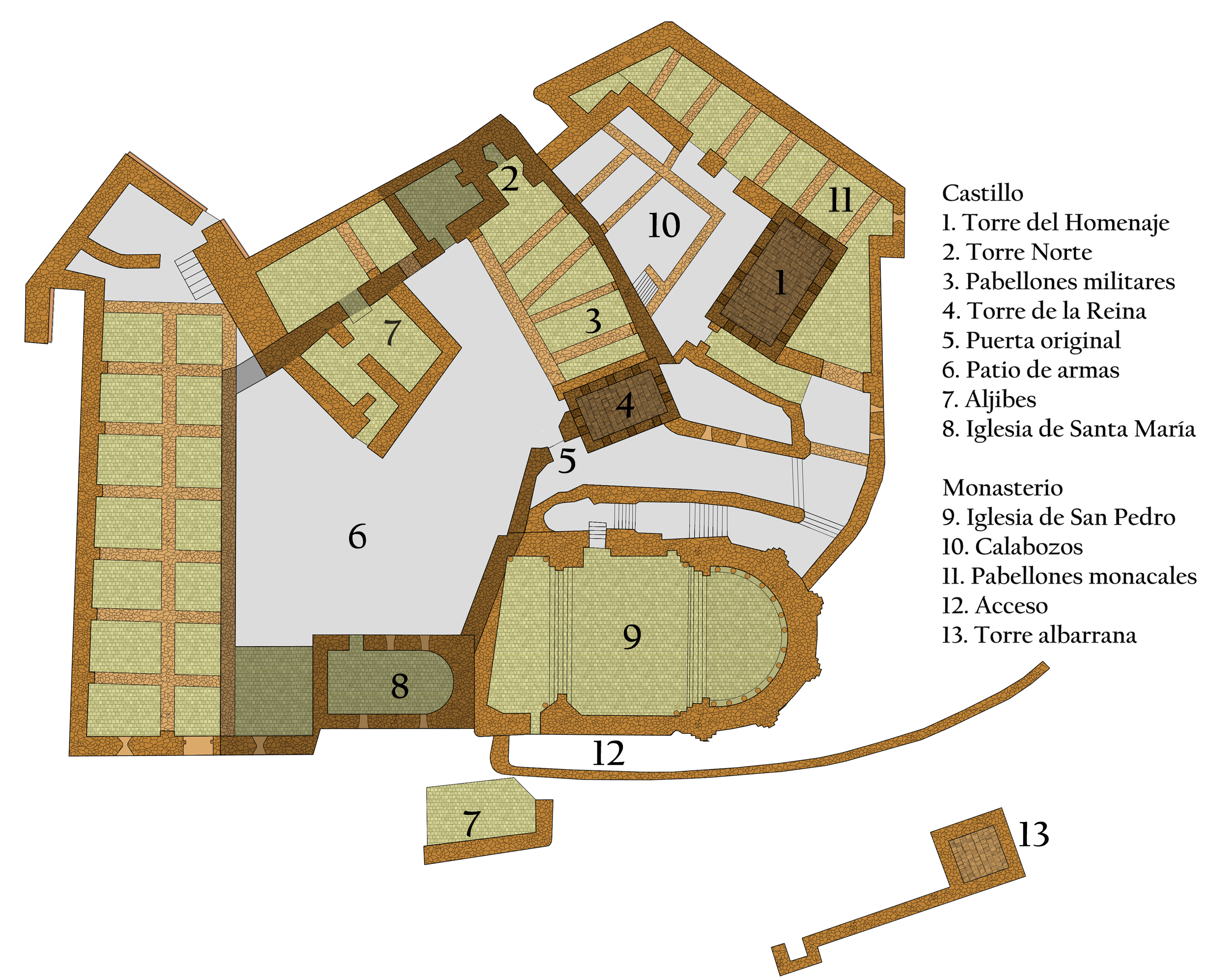
Plano del castillo de Loarre. Se muestra la planta general del edificio. En color más oscuro los muros de la construcción defensiva original realizada entre los años 1020 y 1035 y de color más claro la ampliación realizada en 1071 para acondicionar la fortificación a las nuevas funciones monacales

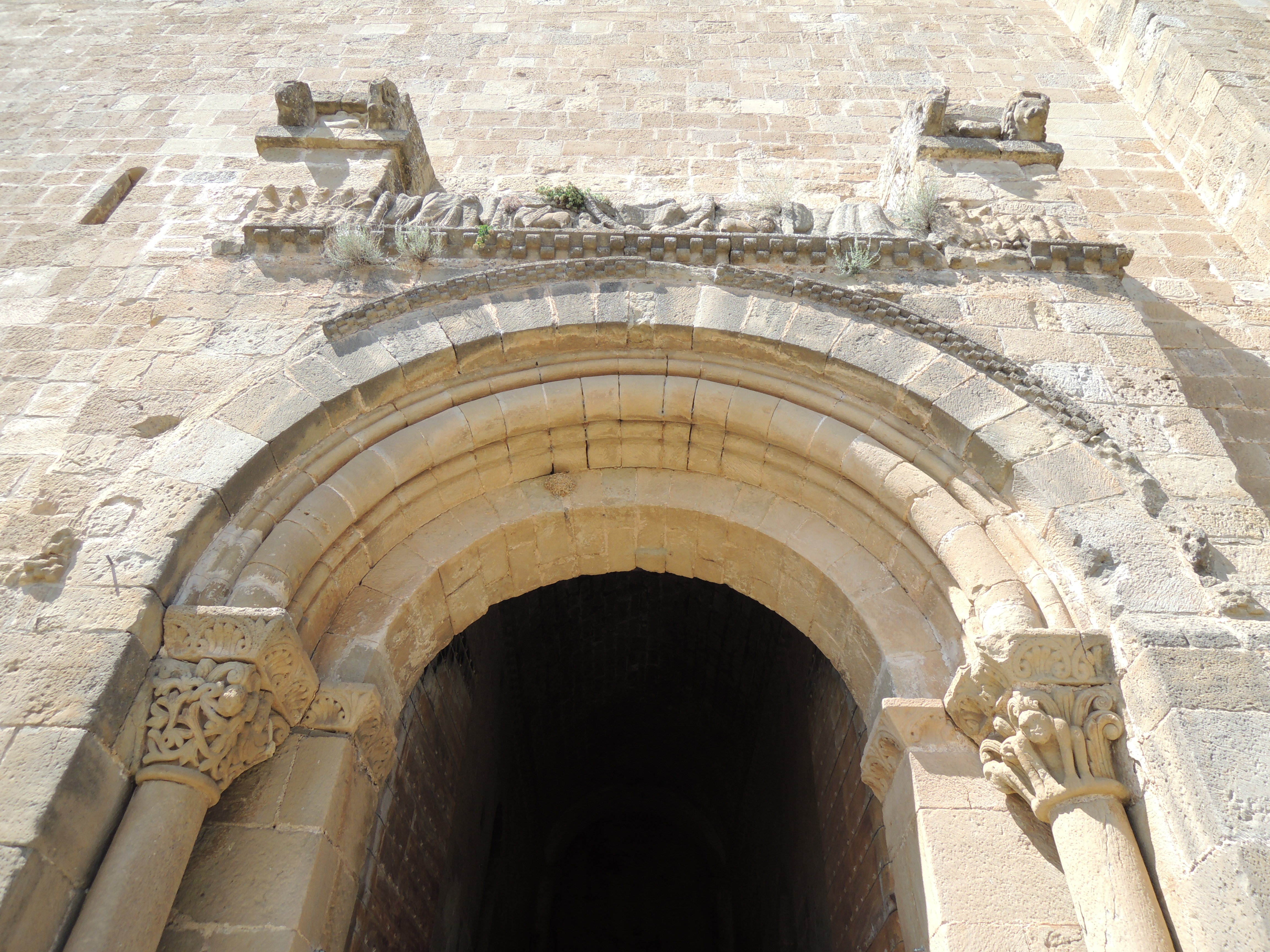
Arcos de la entrada al castillo, con la parte baja del Pantocrátor que se ha conservado

La puerta de entrada del castillo es de estilo románico con tres arcos de medio punto superpuestos, el arco central descansa sobre dos columnas que presentan dos capiteles de decoración vegetal, mientras que el exterior presenta decoración de ajedrezado jaqués con los restos de un Pantocrátor como decoración en el tímpano, habiéndose perdido gran parte del mismo debido a una restauración en los años 40.
Tras ella se abre una imponente escalera cubierta por una bóveda de cañón y adornada con una cenefa de ajedrezado jaqués. A los lados de la escalera hay dos arcos de medio punto que dan a dos estancias. La estancia del lado izquierdo es la del cuerpo de guardia, es una estancia rectangular de tamaño reducido, unos 2,7 metros por 4,9 metros, mientras que el arco de la derecha, sobre el cual se puede ver un crismón, da a la cripta de santa Quintería, de forma semicircular en donde corresponde al ábside, mientras que los pies reciben la forma de un rectángulo y que fue lugar de enterramientos. 

### La iglesia de San Pedro
Sobre la cripta se ubica la iglesia de San Pedro, a la que se accede por dos estrechas escaleras. Se trata de una construcción románica de una única nave y ábside semicircular decorado con columnas adosadas a los muros con capiteles tallados con motivos fantásticos, vegetales y bíblicos. La nave está cubierta por bóveda de cañón y decorada por una larga cenefa de ajedrezado jaqués. Entre el ábside y la nave se abre una cúpula de 26 metros de altura.
A la derecha de la construcción se encuentran las dependencias de los canónicos y de los nobles que habitaron el castillo. También está el calabozo (que fue también utilizado de almacén) y la sala de armas. Varias ventanas ajimezadas dan vista hacia donde se ubicó el pueblo de Loarre hasta el siglo XVI.
Al sur, en lo que fue la parte del castillo original y más militar, está el patio de armas y junto a él la iglesia de Santa María, la que había antes de la fundación del monasterio. Destaca el aljibe con capacidad para guardar hasta 8.000 litros de agua, las estancias militares, la torre norte (que está destruida) y las cocinas.
La torre de la reina se sitúa sobre la entrada a la parte militar y protege la misma. La torre del homenaje, de 22 metros de altura, tiene 5 plantas y está comunicada con el castillo por un puente levadizo.

## Cine, televisión y literatura

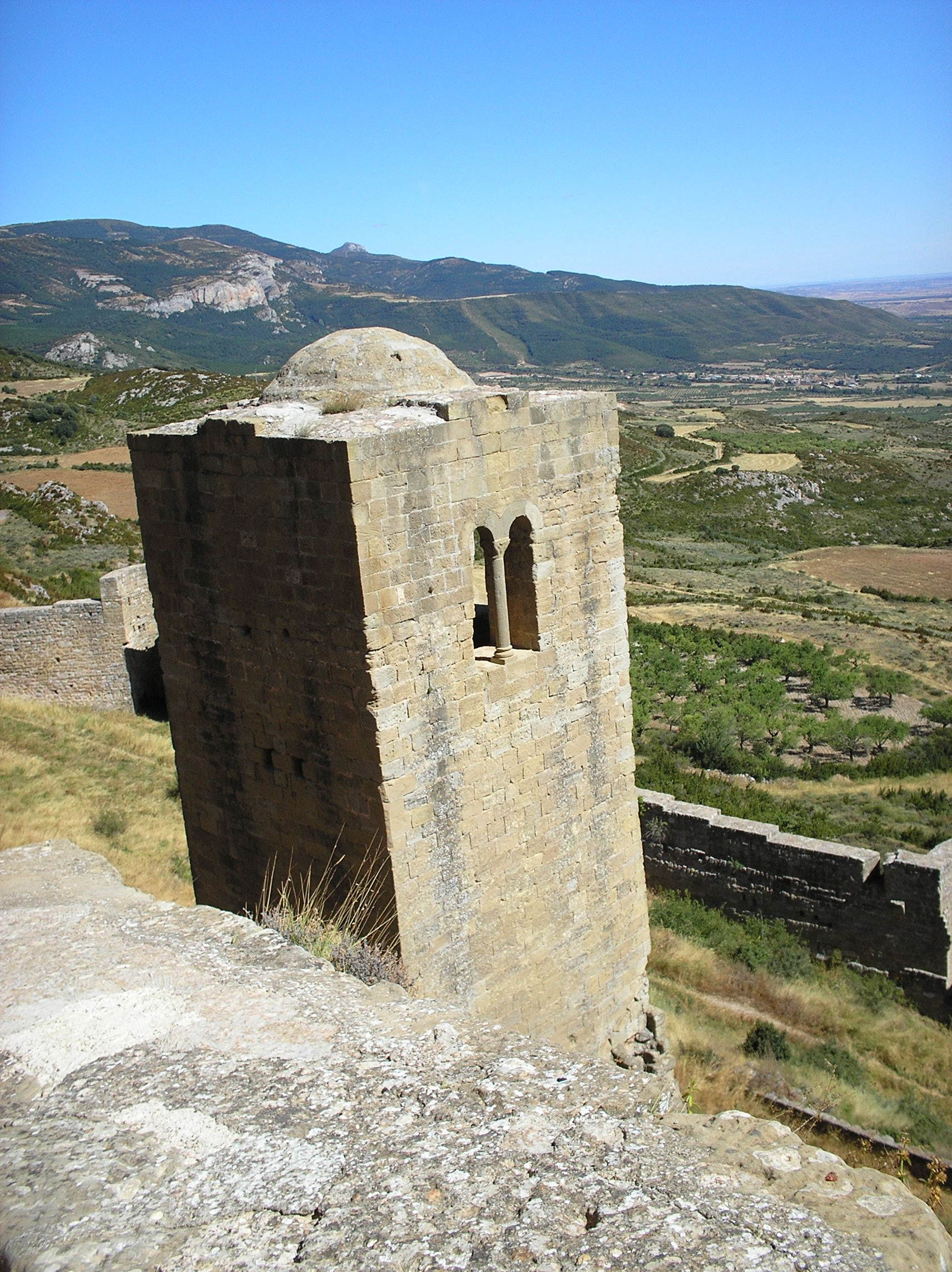
La torre vigía y parte de la muralla exterior

Una de las primeras películas que se rodaron en este escenario fue Valentina en 1982 y protagonizada por Jorge Sanz y Anthony Quinn y dirigida por Antonio José Betancor basada en la novela Crónica del alba de Ramón José Sender Garcés.

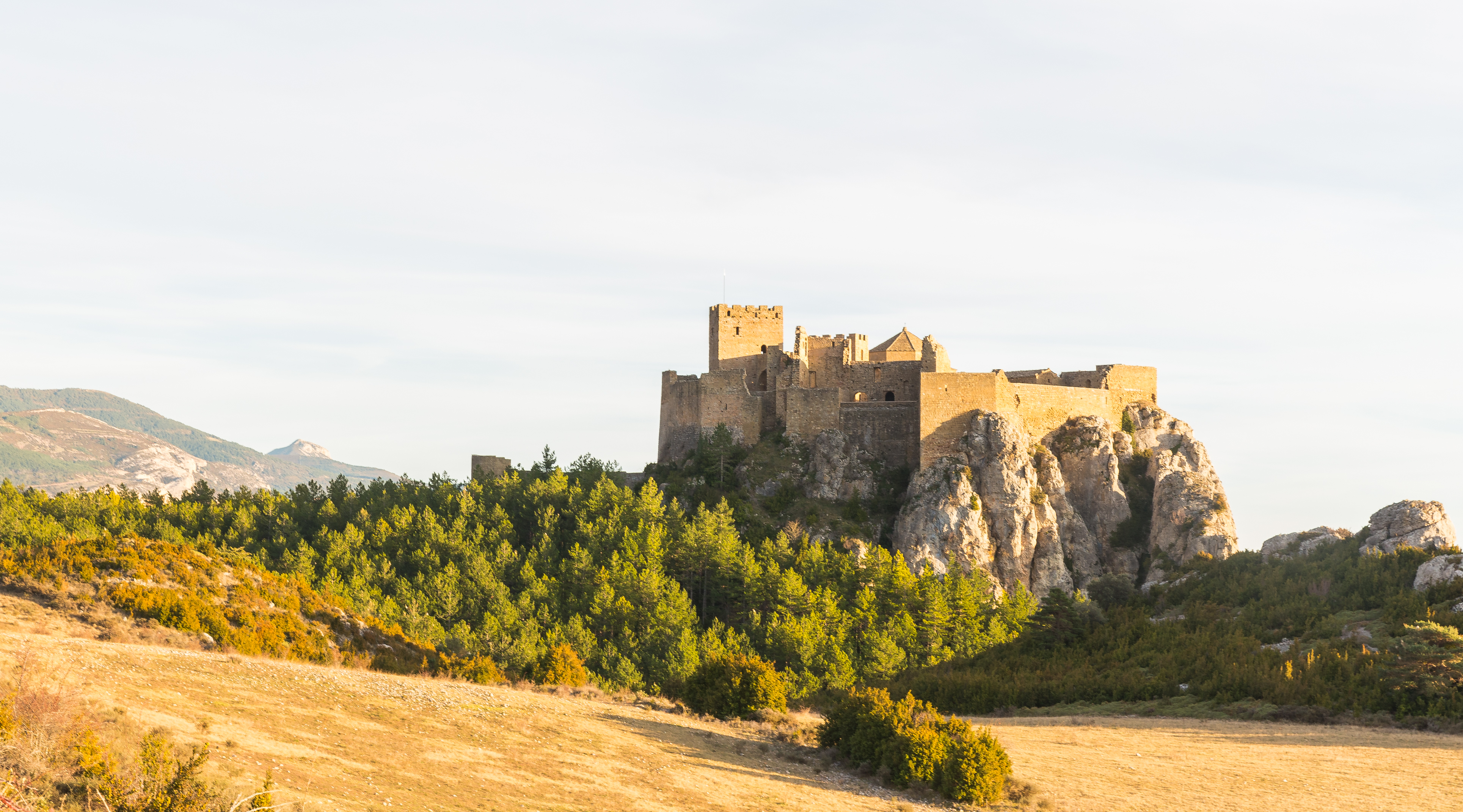
Vista al atardecer.

El castillo de Loarre fue protagonista del rodaje de la película El reino de los cielos (Kingdom of Heaven) (2005) del director Ridley Scott, protagonizada entre otros por Orlando Bloom, Eva Green, Liam Neeson y Jeremy Irons. El pueblo de Loarre participó en el rodaje de la película haciendo de extra. El castillo puede verse al principio y al final de la película.
También fue el escenario de la película Miguel y William (2006), con Elena Anaya, Juan Luis Galiardo, Geraldine Chaplin, Malena Alterio y Josep María Pou.
Por otra parte el mismo castillo fue usado para la grabación y emisión del desaparecido programa La noche de los castillos (TVE) (1994), en el que un binomio acompañado de una azafata del programa vivía aventuras inolvidables dentro del mismo, con la misión de rescatar a la princesa. Para dicho programa trabajaron infinidad de actores teatrales, pero fue cancelado por falta de presupuesto y una baja cuota de pantalla.
En la serie de TVE El Ministerio del Tiempo (2015-2020), el castillo de Loarre es utilizado como prisión.
En 2015 se publicó la novela histórica El Castillo de Luis Zueco con el castillo de Loarre como punto central de la historia.
En mitad de la pandemia de la covid-19, entrado el verano de 2020, se rodaron varias escenas de la serie La orden de los caballeros de Santiago usando como extra al equipo de rugby  Quebrantahuesos que fueron los soldados asaltando el castillo.